# Xylocarpus
Xylocarpus is een geslacht van mangroven uit de familie Meliaceae. De soorten komen voor in de oostelijke delen van Afrika, tropisch Azië, Australazië en de Pacifische eilanden.

## Soorten
- Xylocarpus granatum J.Koenig
- Xylocarpus moluccensis (Lam.) M.Roem.
- Xylocarpus rumphii (Kostel.) Mabb.

... · 
Aglaia · 
Azadirachta · 
Carapa · 
Khaya · 
Lansium · 
Melia · 
Sandoricum · 
Trichilia · 
Xylocarpus · 
...